# Zdeněk Sklenář
Zdeněk Sklenář (ur. 13 kwietnia 1910 w Leštinie, zm. 19 kwietnia 1986) – czeski malarz, grafik i ilustrator.
W 1935 ukończył Szkołę Artystyczno-Przemysłową w Pradze. Jednym z jego wzorów inspirujących był włoski malarz doby manieryzmu – Giuseppe Arcimboldo. W 1946 brał udział w zbiorowej wystawie młodej sztuki czechosłowackiej w Paryżu. Od 1950 w dużej mierze poświęcił się ilustrowaniu książek. W 1955 odwiedził Chiny, co bardzo wpłynęło na jego działalność artystyczną, m.in. fascynację kaligrafią. W 1968 został profesorem na Wyższej Szkole Artystyczno-Przemysłowej w Pradze, gdzie współtworzył tzw. praską szkołę grafiki.
Jego prace były prezentowane m.in. na światowej wystawie sztuki współczesnej w Kassel (1968), w Norymberdze (1969, 1971), w Zagrzebiu (1965, 1969), w Muzeum Sztuki Współczesnej w Wiedniu, w Muzeum Narodowym w Pekinie i na EXPO 2010 w Szanghaju. Jego obraz Sąd Ostateczny z 1984 roku, jest na stałe wystawiany w paryskim muzeum Musée National d’Art Moderne.